# 専光房良暹
専光房 良暹（せんこうぼう りょうせん）は、平安時代末期から鎌倉時代初期の僧。専光坊 良暹ともされる。伊豆山走湯権現（伊豆山神社）の僧侶で、源頼朝の師僧とされ、頼朝の要請により鶴岡八幡宮の臨時別当を務めた。
同時代には同名の智蔵坊良暹という僧もおり、同一人物か別人かははっきりしないが、辞典類では同一人物としているものもある。

## 『吾妻鏡』の記述
『吾妻鏡』には以下の記録がある。
- 治承4年（1180年）
  - 10月11日、鎌倉に入った源頼朝のもとに、年来の師檀である専光坊良暹が招かれる。
  - 10月12日、源頼朝、祖先からの八幡宮を祀るため、小林郷の北山へ鶴岡八幡宮を移建し、しばらくの間、専光坊が臨時別当となる。
  - 12月25日、専光房の弟子僧が、しとどの窟に隠した頼朝の守り本尊の正観音像を見つけ出し、鎌倉の頼朝に届ける。
- 寿永元年（1182年）
  - 4月24日、頼朝の命により、専光と大庭景義が鶴岡八幡宮境内「源平池」工事の責任者として造営の奉行を務める。　
  - 8月12日、専光坊阿闍梨良暹と大法師観修が頼朝の直々の命によって、北条政子の安産祈願を執り行う中、男子（源頼家）を出産する。
- 文治5年（1189年）
  - 7月18日、奥州征伐出発前、頼朝は走湯権現に戻っていた専光房を呼び出し、奥州征伐のため秘かな願いがあるとし、持戒清浄なる専光房が留守中の鎌倉で戦勝の祈祷を行うこと、奥州へ向け出発して20日経ったら守り本尊である正観音像を安置する観音堂を御所の裏山に建てること、その際、大工には依頼せずに専光房自身の手で柱を立てることを命じた。
  - 8月8日早朝、専光房は御所の裏山によじ登り、柱を4本建てて観音堂を建て始めた。頼朝とは出陣してから20日後と約束していたが、夢のお告げがあったのでこの日に執り行った。この日は、はじめて奥州藤原氏と対峙した阿津賀志山の戦いが始まった日で、『吾妻鏡』は「なんとも不思議な出来事である」と伝えている。
- 建久3年（1192年）
  - 12月11日、出家するため伊豆山走湯権現へ向かった熊谷直実に対し、驚いた頼朝は、出家を思いとどまらせるよう走湯権現の専光房にその旨を命じた。上洛をさかんに引き止め、思いとどませるが、断念させることは無理と考え、純粋に仏道を求めるのみであり、謀反の意志が全くないということを鎌倉に報告した。

## 梶原神社・早馬神社縁起や仙台藩編纂地誌の記述
梶原神社・早馬神社縁起や、仙台藩編纂地誌『奥羽観蹟聞老志』『封内風土記』『封内名跡志』『風土記御用書出』によると、俗名は梶原景実（かじわら かげざね）。梶原景時の兄で、梶原専光坊僧正景実。伊豆山走湯権現（伊豆山神社）の僧侶で、源頼朝の師僧であった。頼朝の要請により鶴岡八幡宮の臨時別当を務め、晩年に梶原神社、早馬神社を創建したとされる。梶原神社、早馬神社には鎌倉初期の懸仏が祀られている。
- 専光房（梶原専光坊僧正景実）は、伊豆山走湯権現（伊豆山神社）の僧侶で、箱根権現別当行実の弟子。鶴岡八幡宮の臨時別当を務めた。
- 建保5年（1217年）、専光房は源頼朝の死去、梶原一族の没落、畠山氏、和田氏が滅んでいくのを見て、世を憂い鎌倉を離れ、藤原高衡ゆかりの石浜（宮城県気仙沼市唐桑町）にたどりつき、 源頼朝、梶原景時、梶原景季の御影を安置し、一族の冥福を祈り梶原神社を建立した。
- 2年後、専光房は猶子とした梶原景茂（景時の三男）の子である大和守景永と共に、早馬山頂に早馬神社を建立し、現在も直系子孫が宮司を務めている。